# アルフレッド・チャンドラー
アルフレッド・デュポン・チャンドラー （Alfred DuPont Chandler, Jr., 1918年9月15日 - 2007年5月9日）はアメリカ合衆国の経営史学者。ハーバード・ビジネス・スクール及びジョンズ・ホプキンズ大学において経営史の教授を務めた。
現代企業の大規模化と経営構造の変化について幅広く執筆した。その業績は経営史、経済史を再定義するもので、「アメリカ経営史の草分け」と評されている。『経営者の時代』（原題 "The Visible Hand: The Managerial Revolution in American Business"）でピューリッツァ賞の文学芸能ー歴史書部門を受賞した。また『組織は戦略に従う』（原題 "Strategy and Structure"）は和訳の題名になっている命題で以ってよく知られている。2007年5月9日この世を去る。

## 略歴

### 学歴
- 1936年 フィリップス・エクセター・アカデミー卒業
- 1940年 ハーバード大学卒業
- 1947年 ハーバード大学大学院歴史学科修士課程修了、M.A.
- 1952年 ハーバード大学大学院修了、Ph.D

### 職歴
- 1940年 アメリカ合衆国海軍
- 1945年 同退役
- 1950年 マサチューセッツ工科大学研究助手
- 1952年 同講師（その後、助教授、教授）
- 1963年 同退職、ジョンズ・ホプキンス大学歴史学部教授

1966年 - 1970年 同学部長、1964年-1971年 同大学現代米国史研究所所長
- 1971年 同退職、ハーバード・ビジネス・スクールシュトラウス経営史教授
- 1989年 同名誉教授

## 親族
チャンドラーはヘンリー・ヴァーナム・プアーの曾孫にあたる。 また「デュポン」のミドルネームは、母方の曽祖母がデュポン家によって育てられたことから祖父に与えられた姓に由来すると思われる。

## 人物

### 学生時代
ハーバード大学ではジョン・F・ケネディと同級であった。常にツイードのジャケットにボタンダウンのシャツ、冬はダッフルコートを羽織るという生粋のアイビー・リーガーであった。

### 歴史資料との出会い
大学院時代に大叔母が急死、マサチューセッツ州ケンブリッジにある家の半分とともに大叔母の父、チャンドラーの曾祖父にあたるヘンリー・ヴァーナム・プアー（スタンダード・アンド・プアーズ社の前身、プアー出版の創業者）が残した膨大な経営史資料を継承することとなった。また、母親がデュポン家と関わりがあり、デュポン家の一次資料に接することが出来た。こういったことが『組織は戦略に従う』において大企業の経営史をまとめた業績の出発点となっている。

### 人柄
謙虚で誠実な人柄であったという。ハーバード・ビジネス・スクールで教授職にあった時に高齢であったにもかかわらず冬場でもチャールズ川を渡って対岸にある経済学部にマイケル・スペンス学部長をしばしば訪れていた。スペンス学部長はチャンドラーの息子ほどの年齢であり、連絡いただければ自分から出向く旨を申し出ていたが、チャンドラーは自分が依頼する立場であるからと固辞し自らが足を運ぶのを常としていた。またハーバード大学で論文指導を受けた米倉誠一郎が卒業式の際に「この御恩をどうお返ししたら良いか」と挨拶すると「僕に返すのではなく、君の学生に返すんだ」と答えたという。

## 学説

### 「組織は戦略に従う」
“Strategy and Structure” （邦題『組織は戦略に従う』）はデュポン、ゼネラル・モータース、スタンダード石油ニュージャージー、シアーズ・ローバックの四社の経営史をまとめ、量的拡大、地理的拡大、垂直統合、製品多角化といった企業の規模拡大を伴う戦略が専門の経営者および経営会議の導入すなわち事業部制という同じ組織変更の方向へ向かったことを論じている。
チャンドラーは経営史の研究者として歴史から一般論を導き出す、という態度で執筆をしており、導き出した一般論というのが「企業規模の拡大化を受けて意思決定を分権化する必要が生じる」ということであった。その具体的な形態が「事業部制」であった、ということである。『組織は戦略に従う』の序文において
と書いており、企業規模の拡大に伴う戦略の変更がまず必要となって組織に影響を及ぼし、事業部制をとる選択肢に向かうのが一般的だ、ということを指摘している。実際には邦題に反して組織が先に変わって戦略に影響することもありえる、ということについても言及している。企業規模だけでなく、市場の動向によっても様々な組織のあり方がありえるのであり、経営者は適切な情報と手段をもって企業組織を体系化する必要がある、ということを論じている。

## 著書

### 単著
- Henry Varnum Poor: Business Editor, Analyst, and Reformer, (Harvard University Press, 1956).
- Strategy and Structure: Chapters in the History of the Industrial Enterprise, (MIT Press, 1962).

三菱経済研究所訳『経営戦略と組織――米国企業の事業部制成立史』実業之日本社、1967年
有賀裕子訳『組織は戦略に従う』ダイヤモンド社、2004年
- The Visible Hand: the Managerial Revolution in American Business, (Belknap Press, 1977).

鳥羽欽一郎・小林袈裟治 訳『経営者の時代――アメリカ産業における近代企業の成立（上）』東洋経済新報社、1979年9月、493頁。ISBN 9784492520369。
鳥羽欽一郎・小林袈裟治 訳『経営者の時代――アメリカ産業における近代企業の成立（下）』東洋経済新報社、1979年10月、440頁。ISBN 9784492520376。
- Scale and Scope: the Dynamics of Industrial Capitalism, (Harvard University Press, 1990).

安部悦生・川辺信雄・工藤章・西牟田祐二・日高千景・山口一臣 訳『スケール・アンド・スコープ――経営力発展の国際比較』有斐閣、1993年。ISBN 4-641-90506-1。
- 『大企業の誕生　アメリカ経営史』 丸山惠也訳、亜紀書房、1986年／ちくま学芸文庫、2021年
- Inventing the Electronic Century: the Epic Story of the Consumer Electronics and Computer Industries, (Free Press, 2001).
- Shaping the Industrial Century: the Remarkable Story of the Evolution of the Modern Chemical and Pharmaceutical Industries, (Harvard University Press, 2005).

### 共著
- Pierre S. Du Pont and the Making of the Modern Corporation, with Stephen Salsbury, (Harper & Row, 1971).
- The Coming of Managerial Capitalism: A Casebook on the History of American Economic Institutions, with Richard S. Tedlow, (R. D. Irwin, 1985).
- Management, Past and Present: A Casebook on the History of American Business, with Thomas K. McCraw and Richard S. Tedlow, (South-Western College Pub., 1996).

### 編著
- Giant Enterprise: Ford, General Motors, and the Automobile Industry: Sources and Readings, (Harcourt, Brace, 1964).

内田忠夫・風間禎三郎訳『競争の戦略――GMとフォード、栄光への足跡』ダイヤモンド社, 1970年
- The Railroads: the Nation's First Big Business: Sources and Readings, (Harcourt, Brace& World, 1965).
- The Papers of Dwight David Eisenhower, 21 vols., (Johns Hopkins Press, 1970).
- Management Thought in Great Britain, (Arno Press, 1979).
- Managerial Innovation at General Motors, (Arno Press, 1979).
- The Application of Modern Systematic Management, (Arno Press, 1979).
- Precursors of Modern Management, (Arno Press, 1979).

### 共編著
- The Changing Economic Order: Readings in American Business and Economic History,  co-edited with Stuart Bruchey and Louis Galambos, (Harcourt, Brace & World, 1968).
- Managerial Hierarchies: Comparative Perspectives on the Rise of the Modern Industrial Enterprise, co-edited with Herman Daems, (Harvard University Press, 1980).
- Big Business and the Wealth of Nations, co-edited with Franco Amatori and Takashi Hikino, (Cambridge University Press, 1997).
- The Dynamic Firm: the Role of Technology, Strategy, Organization, and Regions, co-edited with Peter Hagström and Örjan Sölvell, (Oxford University Press, 1998).
- A Nation Transformed by Information: How Information Has Shaped the United States from Colonial Times to the Present, co-edited with James W. Cortada, (Oxford University Press, 2000).